# Maria Guillén de Guzmán
Maria Guillén de Guzmán (ca. 1205 - 4 d'octubre de 1262) fou la primera esposa de l'infant Alfons de Castella, futur rei Alfons X el Savi, fill de Ferran III de Castella i d'Elisabet Beatriu de Suàbia. Es casaren vers el 1240 per separar-se'n més tard i casar-se de nou amb Violant d'Aragó. D'aquesta unió nasqueren:
- la infanta Beatriu de Castella (1242-1303), casada el 1253 amb Alfons III de Portugal
- l'infant Martí Alfons de Castella, abat a Valladolid
- la infanta Urraca Alfons de Castella